# نيك لوربيك
نيك لوربيك (بالسلوفينية: Nik Lorbek)‏ هو لاعب كرة قدم سلوفيني، ولد في 17 أبريل 1996.

## وصلات خارجية
- نيك لوربيك على موقع قاعدة بيانات كرة القدم.إي يو (الإنجليزية)
- نيك لوربيك على موقع Soccerway.com (الإنجليزية)